# エヴァ・モリス
エヴァ・モリス（英語: Eva Morris, 1885年11月8日 - 2000年11月2日）は、1999年12月から2000年11月まで長寿世界一だったイギリスの女性。

## 人物
メイドとして働き、1930年代に夫を亡くして未亡人となる。一人だけ子供がいたが、1975年に62歳で癌のため死去している。自身は107歳で胸を患うまで一人暮らしをしており、その後福祉施設に入ってそこで最晩年を過ごした。友人達によると、老いてもなお時折りタバコを嗜み、自転車にも乗ったという。長寿の秘訣はウイスキーと茹でたタマネギであった。

## 長寿記録
- 1999年11月20日、アニー・ジェニングスの死去に伴い、英国ならびにヨーロッパ最高齢の人物となる。
- 同年12月30日、サラ・ナウスの死去に伴い、世界最高齢となった。
- 2000年11月2日、眠ったままその生涯を閉じた。114歳360日没[3]。死去に伴い、フランスのマリー・ブレモンが世界最高齢となった[1]。